# Bataille de Durocortorum

La bataille de Reims ou bataille de Durocortorum s'est déroulée en 356 entre l'armée romaine d'Occident dirigée par l'empereur romain d'Occident Julien et les Alamans.  Alors qu'il se rendait de Reims à Dieuze, Julien tomba dans une embuscade, et eut beaucoup de mal à sauver son arrière-garde resté dans les bois. Cette bataille a été remportée par les Alamans.
Et après y être resté ici [ Troyes (Augustobona Tricassium)] un peu de temps, par considération pour ces soldats fatigués, il sentit qu'il ne devait pas tarder, et se dirigea vers la ville de Reims (Durocortōrum). Là, il ordonna à toute l'armée de se réunir avec des vivres pour un mois et d'attendre sa venue ; la place était commandée par le successeur d'Ursicinus, Marcellus, et Ursicinus lui-même fut chargé de servir dans la même région jusqu'à la fin de la campagne. En conséquence, après avoir entendu des opinions diverses, il fut convenu d'attaquer la horde alamanique par la voie des Dix Cantons [ Dieuze ] en rangs serrés ; et les soldats continuèrent dans cette direction avec une rapidité inhabituelle. Et parce que le jour était brumeux et couvert, alors même les objets à portée de main ne pouvaient être vus, l'ennemi, aidé par sa connaissance du pays, contourna par un carrefour et attaqua les deux légions amenant vers l'arrière de l'armée de César. Et ils les auraient presque anéantis, si les cris qu'ils ont soudain poussés n'avaient fait venir des renforts de nos alliés. Alors et par la suite, pensant qu'il ne pouvait traverser ni routes ni rivières sans embuscades, Julien devint méfiant et hésitant.
À la suite de cela, Julien continua la lutte, et remporta la même année la bataille de Brumath (Brocomagus).

## Sources
- Adrian Goldsworthy, In the Name of Rome: The Men Who Won the Roman Empire, London, Weidenfeld & Nicolson, 2004 (ISBN 0-297-84666-3), p. 344